# 菲律賓光鰓魚
菲律賓光鰓魚（學名：Chromis scotochiloptera），又稱菲律賓光鰓雀鯛，是輻鰭魚綱鱸形目雀鯛科光鰓魚屬的其中一種，分布於中西太平洋菲律賓及印尼海域，深度2至20公尺，體長可達16公分，棲息在臨海礁坡的岩縫區，成群活動，以浮游生物為食，繁殖期時成對出現，雄魚會守護卵直到孵化，生活習性不明。